# Badminton op de Olympische Zomerspelen 2020
Badminton is een van de sporten die beoefend werden op de Olympische Zomerspelen 2020 in Tokio in Japan. De wedstrijden werden gehouden van 24 juli tot en met 2 augustus 2021 in de Musashino Forest Sports Plaza.

## Speelschema
| G | Groepsfase | 16 | Laatste 16 | ¼ | Kwartfinales | ½ | Halve finales | F | Finale |

| Datum →            | 24 | 24 | 24 | 25 | 25 | 25 | 26 | 26 | 26 | 27 | 27 | 27 | 28 | 28 | 29 | 29 | 30 | 30 | 31 | 31 | 1 | 1 | 2 | 2 |
| Onderdeel ↓        | O  | M  | A  | O  | M  | A  | O  | M  | A  | O  | M  | A  | M  | A  | M  | A  | M  | A  | M  | A  | M | A | M | A |
| ------------------ | -- | -- | -- | -- | -- | -- | -- | -- | -- | -- | -- | -- | -- | -- | -- | -- | -- | -- | -- | -- | - | - | - | - |
| Mannen enkelspel   | G  | G  | G  | G  | G  | G  | G  | G  | G  | G  | G  |    | 16 | 16 |    |    | ¼  |    |    |    | ½ |   | F |   |
| Mannen dubbelspel  | G  | G  | G  | G  | G  | G  | G  | G  | G  |    |    |    | ¼  |    | ½  |    |    |    | F  |    | F |   |   |   |
| Vrouwen enkelspel  | G  | G  | G  | G  | G  | G  | G  | G  | G  | G  | G  | G  |    | 16 |    | ¼  |    |    | ½  |    | F |   |   |   |
| Vrouwen dubbelspel | G  | G  | G  | G  | G  | G  | G  | G  | G  |    |    |    | ¼  |    | ½  |    |    |    | F  |    |   |   |   |   |
| Gemengd dubbelspel | G  | G  | G  | G  | G  | G  | G  | G  |    |    |    | ¼  |    | ½  |    | F  | F  |    |    |    |   |   |   |   |

## Deelnemende landen
Er namen 49 landen deel. Tussen haakjes staat het aantal atleten per land. Sommige atleten nemen deel in meerdere onderdelen. Aram Mahmoud woonachtig in Nederland neemt deel onder de vlag van het vluchtelingenteam.

## Medailles

### Medaillewinnaars
| Onderdeel          | Goud | Goud                          | Zilver | Zilver                    | Brons | Brons                         |
| ------------------ | ---- | ----------------------------- | ------ | ------------------------- | ----- | ----------------------------- |
| Enkelspel (m)      | DEN  | Viktor Axelsen                | CHN    | Chen Long                 | INA   | Anthony Sinisuka Ginting      |
| Dubbelspel (m)     | TPE  | Lee Yang Wang Chi-lin         | CHN    | Li Junhui Liu Yuchen      | MAS   | Aaron Chia Soh Wooi Yik       |
|                    |      |                               |        |                           |       |                               |
| Gemengd dubbelspel | CHN  | Huang Dongping Wang Yilyu     | CHN    | Huang Yaqiong Zheng Siwei | JPN   | Arisa Higashino Yuta Watanabe |
|                    |      |                               |        |                           |       |                               |
| Enkelspel (v)      | CHN  | Chen Yufei                    | TPE    | Tai Tzu-ying              | IND   | Pusarla V. Sindhu             |
| Dubbelspel (v)     | INA  | Greysia Polii Apriyani Rahayu | CHN    | Chen Qingchen Jia Yifan   | KOR   | Kim So-yeong Kong Hee-yong    |

München 1972 (demonstratie) · Seoel 1988 (demonstratie) · Barcelona 1992 · Atlanta 1996 · Sydney 2000 · Athene 2004 · Peking 2008 · Londen 2012 · Rio de Janeiro 2016 · Tokio 2020 · Parijs 2024 · Los Angeles 2028 
Medaillewinnaars 
Atletiek · Badminton · Basketbal · Boksen · Boogschieten · Gewichtheffen · Golf · Gymnastiek · Handbal · Hockey · Honkbal · Judo · Kanovaren · Karate · Klimsport · Moderne vijfkamp · Paardensport · Roeien · Rugby · Schermen · Schietsport · Schoonspringen · Skateboarden · Softbal · Surfen · Synchroonzwemmen · Taekwondo · Tafeltennis · Tennis · Triatlon · Voetbal · Volleybal · Waterpolo · Wielersport · Worstelen · Zeilen · Zwemmen